# Фашистская Италия
Фаши́стская Ита́лия (итал. Italia Fascista) — термин, используемый для описания периода в истории Королевства Италия с октября 1922 года по июль 1943 года, когда в стране установился фашистский режим. В это время Италия управлялась Национальной фашистской партией во главе с Бенито Муссолини на должности премьер-министра (с 1925 года Муссолини принял титул «дуче»). Фашисты подавили авторитарными механизмами политическую и интеллектуальную оппозицию, продвигая экономическую модернизацию, традиционные семейные ценности и сближение с Римско-Католической церковью. Фашистский режим был определён своими идеологами Джованни Джентиле и Бенито Муссолини как тоталитарный; в дальнейшем фашистская Италия рассматривалась как первое в мире тоталитарное государство.
В 1922 году Бенито Муссолини стал премьер-министром Италии, положив начало периоду правления Национальной фашистской партии. В конце 1930-х годов фашистское правительство начало проводить агрессивную внешнюю политику, в том числе войны против Эфиопии и Албании, растущую экономическую автаркию, и подписание с нацистской Германией «Стального пакта».
Италия была одной из ведущих членов держав «оси» во Второй мировой войне, сражаясь на нескольких фронтах с первоначальным успехом. Однако после поражений в Африке и на советском фронте, а также последующей высадки союзников на Сицилии король Виктор Эммануил III сверг и арестовал Муссолини. Новое правительство подписало перемирие с союзниками в сентябре 1943 года. Нацистская Германия с итальянскими фашистскими силами захватила контроль над северной половиной Италии и освободила Муссолини, создав Итальянскую социальную республику, коллаборационистское марионеточное государство, возглавляемое Муссолини и его сторонниками. Как следствие, страна погрузилась в гражданскую войну, в которой итальянская армия и движение Сопротивления сражались с силами Социальной республики и её немецкими союзниками.
Гражданская война окончилась победой антифашистов и освобождением территорий Италии от немецкой оккупации. Муссолини в её ходе был убит. Вскоре после гражданской войны был проведён референдум о том, останется ли Италия монархией или станет республикой. По итогам референдума, Италия была преобразована в современную Итальянскую Республику.

## Предыстория
Большое влияние на развитие фашизма в Италии оказало Красное двухлетие 1919—1920, возникшее под влиянием происходившей в России революции, когда рабочие по всей Италии стали занимать заводы и фабрики, устанавливая на них свою власть. В это время все более широкие круги итальянской буржуазии стали терять веру в либеральное государство и парламентаризм.

### Обстановка в Италии после Первой мировой войны
Как считал итальянский народ, за своё участие в Первой мировой войне Италия заплатила огромную цену, но не получила обещанного. Государство вступило в конфликт на стороне впоследствии победившей Антанты после подписания 26 апреля 1915 года Лондонского договора с Великобританией, Россией и Францией. Соглашение предусматривало в случае победы в войне передачу Италии территорий Австро-Венгрии с преимущественно итальянским населением и части региона Далмация, а также предоставление протектората над частью территории Албании, признание её суверенитета над оккупированными в 1912 году Южными Спорадами, увеличение колониальных владений в Африке в случае раздела африканских колоний Германии Францией и Великобританией, передачу части турецкой территории в случае раздела Османской империи. Война стоила Италии не только огромных человеческих потерь (680 тысяч человек были убиты и ещё 1,05 миллиона ранены), но и материальных (26 % от общего числа национальных богатств).
После войны Италия стала «побеждённой среди победителей». Она столкнулась с глубоким экономическим кризисом, проблемами с конверсией предприятий, увеличением государственного долга и быстрой инфляцией. Массовый характер приобрела безработица, в том числе среди демобилизованных солдат и офицеров, значительно снизился уровень жизни широких слоёв населения.
Лондонский договор был аннулирован Версальским договором 1919 года. Не все территориальные притязания Италии были удовлетворены. В частности, Далмация была включена в состав нового государства — Королевства сербов, хорватов и словенцев. Особое возмущение в Италии вызвала передача Королевству сербов, хорватов и словенцев города Фиуме (ныне Риека), 90 % населения которого составляли этнические итальянцы.

### Появление фашизма
В 1914 году Бенито Муссолини был изгнан из Итальянской социалистической партии после того, как призвал к вмешательству Италии в войну против Австро-Венгрии. До Первой мировой войны Муссолини выступал против воинской повинности, протестовал против итальянской оккупации Ливии и был редактором официальной газеты Социалистической партии Avanti!. В 1914 году националистический настрой Муссолини позволил ему собрать средства у Ansaldo (фирмы по производству вооружений) и других компаний для создания своей газеты Il Popolo d’Italia, которая стала провоенной. Союзные державы, стремящиеся втянуть Италию в войну, помогали финансировать газету. Позже, после войны, это издание станет официальной газетой фашистского движения. Во время войны Муссолини служил в армии и однажды был ранен.
После окончания войны и заключения Версальского мирного договора в 1919 году Муссолини создал фашистскую организацию Итальянский союз борьбы (Fasci italiani di combattimento) на основе действовавшего с 1914 года «Союза революционного действия» (Fascio d`acione rivoluzionaria). Первоначально в нём доминировали патриотически настроенные социалисты и ветераны-синдикалисты, которые выступали против пацифистской политики Итальянской социалистической партии. У организации была платформа, более склонная к левым, обещавшая социальную революцию, пропорциональное представительство на выборах, избирательное право женщин (частично реализованное в 1925 году) и разделение сельской частной собственности, принадлежащей поместьям. Движение также отличалось от более позднего фашизма тем, что выступало против цензуры, милитаризма и диктатуры. Муссолини утверждал, что они «прежде всего либертарианцы, любящие свободу для всех, даже для наших врагов», и сказал, что свобода мысли и слова — это одни из «высших проявлений человеческой цивилизации».

### Политические кризисы
15 апреля 1919 года группа членов союза борьбы атаковала офисы Avanti!. Это было первое насильственное действие организации. Не найдя большой общественной поддержки, на выборах в ноябре 1919 года движение потерпело тяжёлое поражение. Из 270 тысяч человек, голосовавших в Милане, за Итальянский союз борьбы свои голоса отдали всего около 5 тысяч. Единомышленники Муссолини, баллотировавшиеся в других округах, также не смогли получить поддержку необходимого числа избирателей. Представителям организации не удалось завоевать ни одного депутатского мандата. После объявления итогов голосования противники Муссолини пронесли по Милану гроб со свечами, имитируя его похороны. Социалистические газеты насмехались над поражением.
В 1920 году Джованни Джолитти вернулся на пост премьер-министра (ранее уже четырёхкратно занимая эту должность). Год спустя правительство Джолитти стало нестабильным, а растущая социалистическая оппозиция ещё больше поставила под угрозу его правительство. Джолитти верил, что фашистов можно приструнить и использовать для защиты государства от социалистов. Он решил включить фашистов в избирательный список на выборах в мае 1921 года. На выборы представители Итальянского союза борьбы пошли в составе Национального блока — правой антисоциалистической коалиции политических партий. Блок завоевал 105 депутатских мандатов, из которых 35 получили фашисты.
В конце 1920 года в 88 отделениях Итальянского союза борьбы состояло 20 615 человек, а год спустя — 249 036 человек в 834 отделениях. Примерно каждый второй фашист был ветераном войны. В организацию также вступали землевладельцы, владельцы магазинов, служители культа, учителя. Новая идеология привлекла молодёжь: примерно каждый десятый участник был студентом, а каждый четвёртый был младше 21 года — возраста, с которого можно было голосовать на выборах. Муссолини объявил свою партию «партией молодых».
С конца 1920 года фашистские отряды начали широко применять методы насилия и террора. В 1921 стали возникать фашистские профсоюзы; к концу 1922 года они насчитывали свыше одного миллиона членов и претендовали на единоличное представительство рабочего движения.
Бенито Муссолини был избран парламентарием на выборах 1921 года, получив 350 тысяч голосов — в 70 раз больше, чем в 1919. 24 июня 1921 года он поделился с депутатами своими взглядами относительно отношений с Ватиканом, подверг критике политику правительства по отношению к немцам и славянам в Южном Тироле и Истрии, призвал правительство поддержать позицию папы римского о будущем Палестины (возможность создания еврейского государства при условии защиты христианских святынь) и выступил против «системы Ленина».

## История
По мнению американского исследователя Стэнли Пейна, фашистский режим в Италии прошёл через несколько относительно самобытных этапов.
- Первый этап (1922—1925) — Фашистская революция: фактическое продолжение действия парламентской системы, хотя и с «юридически организованной исполнительной диктатурой»[23].
- Второй этап (1925—1929) — построение собственно фашистской диктатуры[23].
- Третий этап (1929—1934) характеризовался меньшим интервенционизмом во внешней политике[23].
- Четвёртый этап (1935—1940) характеризовался агрессивной внешней политикой: Вторая итало-эфиопская война, когда войска вторглись на территорию Эфиопии с территории итальянских колоний Эритреи и Сомали; конфронтация с Лигой наций, приведшая к санкциям; растущая экономическая автаркия; вторжение в Албанию; и подписание с Германией Стального пакта[23].
- Пятым этапом (1940—1943) была сама Вторая мировая война, закончившаяся поражением[23].
- Шестым и заключительным этапом (1943—1945) было правительство Итальянской социальной республики под контролем Германии[23].

### Установление фашистского режима
После выборов 1921 года популярность фашистской идеологии в Италии продолжала расти. 9 ноября на съезде Итальянского союза борьбы было объявлено о его преобразовании в Национальную фашистскую партию. Тот факт, что в парламент смогли пройти лишь 35 фашистов, не устраивал Муссолини. 24 октября 1922 года на фашистском митинге в Неаполе, собравшем несколько десятков тысяч человек, Муссолини пригрозил «пойти маршем на Рим», если власть не будет передана фашистам добровольно.

«Настало время фашистам управлять Италией. Или власть будет передана нам добровольно, или мы пойдём маршем на Рим и сами захватим её в свои руки».— Беннито Муссолини, 24 октября 1922 года
Не получив на требования ответа, 27 октября 1922 года Национальная фашистская партия опубликовала воззвание к итальянскому народу о начале марша на Рим. Несколько десятков тысяч фашистов устремились в Рим, угрожая взять власть насильственным путём. Фашисты заявляли, что намерены восстановить закон и порядок. Под руководством Муссолини они потребовали отставки премьер-министра Луиджи Факты и назначения Муссолини премьер-министром. Хотя итальянская армия была гораздо лучше вооружена, чем фашистские формирования, итальянское правительство под руководством короля Виктора Эммануила III столкнулось с политическим кризисом. Король был вынужден решить, какое из двух соперничающих движений в Италии сформирует новое правительство: фашисты Муссолини или Итальянская социалистическая партия, в конечном счёте решив поддержать фашистов. 30 октября Муссолини приезжает в Рим и после аудиенции у короля формирует правительство, в котором помимо поста премьер-министра отводит себе должности министра иностранных и внутренних дел. 31 октября Муссолини официально вступил в должность премьер-министра.

### Строительство фашистского режима
В 39 лет Муссолини был молод по сравнению с другими итальянскими и европейскими лидерами. Его стали называть дуче (Il Duce). Был создан культ личности, который изображал его как спасителя нации, чему способствовала и его личная популярность, которой он уже пользовался у итальянцев. Она сохранялась до тех пор, пока Италия не столкнулась с непрерывными военными поражениями во Второй мировой войне.
С приходом фашистов к власти участились случаи погромов в редакциях социалистических и католических газет и журналов, поджогов, налётов на кооперативы, дома культуры и так далее. Ударной силой фашистов стала созданная в начале 1923 года Добровольная милиция национальной безопасности (Milizia Volontaria per la Sicurezza Nazionale). Действия сторонников Муссолини вызвали протест даже в тех слоях населения, которые до этого поддерживали фашизм.
Придя к власти, Муссолини сформировал законодательную коалицию с националистами, либералами и популистами. Однако доброжелательность фашистов к парламентской демократии быстро угасла: коалиция Муссолини в 1923 году приняла Закон Ачербо. Закон давал партии, собравшей наибольшее количество голосов (не менее 25 %), право на две трети мест в Палате депутатов. Оставшиеся места должны были распределяться между другими партиями. Выборы 1924 года проводились в условиях фашистского террора. После выборов депутат-социалист Джакомо Маттеотти, призвавший отменить выборы из-за нарушений, был убит. Гибель Маттеотти вызвала в Италии политический кризис. 13 июня 1924 года депутаты оппозиционных партий покинули парламент и образовали антифашистский Авентинский блок. Однако они отказались призвать население к всеобщей забастовке с целью свержения фашистского правительства. Нерешительность членов блока позволила партии Муссолини удержаться у власти и приступить к ещё более жёсткому подавлению оппозиции. Консолидация фашистского режима сопровождалась ликвидацией всех элементов демократии, перерождением конституционного государства в тоталитарное, основанное на личной диктатуре и власти одной партии. 

### Укрепление фашизма (1925—1929)
24 декабря 1925 года Муссолини официально получил титулы Дуче фашизма и основатель Империи.
В ноябре 1926, после очередного покушения на Муссолини, в стране были введены в действие чрезвычайные законы, фактически запрещены все политические партии (кроме фашистской), нефашистские профсоюзы, демократическая пресса. Для борьбы с противниками режима власти создали тайную полицию ОВРА и Специальный трибунал безопасности государства. Начались политические процессы, одним из первых стал процесс над коммунистами (июнь 1928).
Таким образом, Муссолини устранил почти все сдержки и противовесы в своей власти. В 1926 году Муссолини принял закон, который объявлял его ответственным только перед королём и делал его единственным человеком, способным определять повестку дня парламента. Местная автономия была уничтожена; назначенные подесты заменили мэров общин и советы. Вскоре после того, как в 1928 году все остальные партии были запрещены, парламентские выборы были заменены плебисцитом, в ходе которого Большой фашистский совет выдвигал единый список кандидатов. Муссолини обладал огромной политической властью. Король был номинальным главой и выполнял церемониальные функции. Однако он сохранил за собой право отстранять премьер-министра если Большой совет сочтёт это необходимым, что и произошло в 1943 году.
В 1927 году фашистское правительство приняло «Хартию труда». Она формулировала основные принципы переустройства государства на корпоративных началах, имевшего целью усиление и расширение вмешательства фашистского государства в отношения между рабочими и работодателями с целью предотвращения социальных конфликтов.
В целях укрепления позиций фашистского режима и завоевания поддержки папства правительство Муссолини заключило в 1929 году со Святым Престолом Латеранские соглашения. В соответствии с этими соглашениями было создано государство Ватикан, а папа Пий XI признал Италию.
В сентябре 1934 года Муссолини принял закон «О военизации итальянской нации», который предусматривал двухлетнее допризывное военное образование, обязательные военные сборы в течение 10 лет после окончания службы в армии, пребывание в запасе до 55 лет и так далее. Непосредственное управление военным, морским и авиационным министерствами также перешли к Муссолини. Идеология фашизма подталкивала его к внешнеполитической активности. Бенито Муссолини с начала своего правления провозгласил курс на создание великой Итальянской империи по типу Римской. В его планы входило установление контроля над средиземноморским бассейном и севером Африки. Он обещал народу уравнять Италию с основными колониальными империями: Великобританией и Францией.
Целью Италии стало одно из двух независимых государств Африки — Абиссиния (или Эфиопская Империя). В конце XIX века Италией уже предпринималась попытка завоевать эту страну (Первая итало-эфиопская война). Она закончилась поражением итальянских сил под Адуа 1 марта 1896 года. Воспоминание об этой неудаче были очень болезненными для Муссолини. 26 мая 1935 года итальянцы спровоцировали инцидент на границе Эфиопии (инцидент у колодца Уал-Уал), который был урегулирован.
Муссолини начал подготовку к вторжению в Абиссинию ещё с 1925 года. В 1932 на совещании с министром колоний генералом Эмилио Де Боно он заявил, что абиссинский вопрос должен быть решён к 1936 году.
В 1933—1936 годах численность итальянской армии увеличилась до 1,3 миллионов человек. В итальянской прессе развернулась кампания против Абиссинии — её даже называли «пистолетом, направленным в сердце Италии». 5 февраля 1935 года был отдан первый приказ о мобилизации итальянской армии. В марте 1935 года было названо и приблизительное количество войск, которые нужно было использовать против Абиссинии — около 300 тысяч человек (одну третью часть из которых должны были составить колониальные части армии — аскари), 300—500 самолётов. С лета 1935 года Абиссиния также начала подготовку к войне — в церквях стали читать проповеди о борьбе за независимость, феодальные вожди начали собирать ополчения. В октябре 1935 армия Италии вторглась в Эфиопию. После её захвата, 9 мая 1936 года, Италия была объявлена империей, а итальянский король Виктор Эммануил III стал императором Эфиопии (негусом).
Воинственность Италии привела к её изоляции в Лиге Наций. Большой фашистский совет 11 декабря 1937 года объявил о решении Италии покинуть Лигу.
Приход к власти в Германии в 1933 нацистской партии, открыто поставившей вопрос о пересмотре границ в Европе и ревизии версальско-вашингтонской системы международных отношений, стимулировал экспансионистские устремления итальянского фашизма. Совместная с нацистской Германией интервенция в Испании в ходе гражданской войны ускорила сближение страны с Германией. В октябре 1936 они подписали соглашение о политическом сотрудничестве («ось Берлин — Рим»), по которому Средиземное море признавалось сферой интересов Италии, а Германии представлялась возможность установления «нового порядка» в Центральной Европе. В ноябре 1937 Италия присоединилась к «Антикоминтерновскому пакту».
В апреле 1939 года Италия вторглась в Албанию и оккупировала её, а 22 мая заключила с Германией «Стальной пакт», который оформил их военный союз. Он содержал обязательства сторон о взаимопомощи и союзе в случае военных действий с любой третьей страной, договорённости о широком сотрудничестве в военной и экономической сферах. Пакт стал отправной точкой образовавшегося военно-политического блока Германии и Италии накануне начала Второй мировой войны.

### Вторая мировая война и падение фашистского режима
Когда нацистская Германия вторглась в Польшу 1 сентября 1939 года, начав Вторую мировую войну, Муссолини публично заявил 24 сентября 1939 года, что у Италии есть выбор: вступить в войну или оставаться нейтральной, что привело бы к потере страной своего национального достоинства. Тем не менее, несмотря на свою агрессивную позицию, Муссолини несколько месяцев удерживал Италию вне конфликта. Муссолини сказал своему зятю графу Чиано, что он лично завидовал достижениям фюрера Германии Адольфа Гитлера и надеялся, что доблесть Гитлера будет замедлена контратакой союзников.
Разрабатывая военные планы, Муссолини и фашистский режим решили, что Италия будет стремиться аннексировать большие части Африки и Ближнего Востока, чтобы включить их в свою колониальную империю. Нерешительность сохранялась у маршала Пьетро Бадольо, который предупредил Муссолини, что в Италии слишком мало танков, бронемашин и самолётов, чтобы иметь возможность вести долгосрочную войну; Бадольо сказал Муссолини, что это «самоубийство» для Италии — ввязываться в европейский конфликт. Муссолини и фашистский режим в какой-то степени последовали совету и подождали, пока Германия вторгнется во Францию, прежде чем вмешаться.
Когда Франция пала в результате немецкого блицкрига, Италия объявила войну Франции и Великобритании 10 июня 1940 года, выполнив свои обязательства по «Стальному пакту». Италия надеялась завоевать Савойю, Ниццу, Корсику и французские африканские колонии Тунис и Алжир, но последнее стало невозможно, когда Германия подписала перемирие с французским полководцем Филиппом Петеном, основавшем вишистскую Францию, которая сохранила контроль над этими территориями. Это решение нацистской Германии возмутило фашистский режим Муссолини.
Единственной итальянской силой, которая беспокоила союзников, были Королевские военно-морские силы (Regia Marina), четвёртый по величине военно-морской флот в мире в то время. В ноябре 1940 года британский королевский флот предпринял внезапную воздушную атаку на итальянский флот в Таранто, в результате которой были выведены из строя основные военные корабли Италии.
Стремясь расширить и укрепить свои позиции на Балканском полуострове, Италия 28 октября 1940 года напала на Грецию с территории Албании. Итальянские войска потерпели поражение, и только в результате Балканской кампании Германии 1941 Греция капитулировала. Итальянская армия также участвовала в оккупации Югославии в 1941—1944 годах.
Продолжающиеся признаки подчинения Италии Германии возникли во время итало-греческой войны. Муссолини задумал войну с Грецией, в том числе чтобы доказать Германии, что Италия не второстепенная держава в союзе, а дееспособная империя. Когда же британская авиация предотвратила итальянское вторжение и позволила грекам отбросить итальянцев обратно в Албанию, Гитлер, правительство Германии и сам Муссолини, были разочарованы неудачными кампаниями Италии.
Германия неохотно начала Балканскую кампанию вместе с Италией, которая также привела к падению Королевства Югославии в 1941 году и уступке Далмации Италии. Муссолини и Гитлер одобрили создание Независимого государства Хорватия под управлением крайне националистической усташе. Чтобы получить поддержку Италии, усташи согласились уступить Италии основную центральную часть Далмации, поскольку там проживало значительное количество итальянцев, и различные острова Адриатического моря. Независимое государство Хорватия считало уступку островов Адриатического моря минимальной потерей, так как в обмен на эти уступки им было разрешено аннексировать всю современную Боснию и Герцеговину, что привело к преследованию там сербского населения. Официально Независимое государство Хорватия было королевством и итальянским протекторатом, которым правил член итальянского Савойского дома Томислав II из Хорватии. Правительством же руководил Анте Павелич, лидер усташей. Однако Италия удерживала военный контроль над всем побережьем Хорватии, что в сочетании с итальянским контролем над Албанией и Черногорией давало Италии полный контроль над Адриатическим морем. Движение усташей оказалось ценным для Италии и Германии как средство противодействия чекистам и коммунистическим югославским партизанам под командованием Иосипа Броз Тито, который выступал против оккупации Югославии.
Под руководством командующего итальянской армией Марио Роатты насилие в отношении гражданского населения Словении в провинции Любляна легко сравнялось с насилием немцев. Это были казни без суда и следствия, захваты заложников и их убийства, репрессии, концентрационные лагеря «Раб» и «Гонарс», сожжения домов и целых деревень. Роатта издал дополнительные специальные инструкции, в которых говорилось, что приказы о репрессиях должны «выполняться самым энергичным образом и без какого-либо ложного сострадания». По мнению историков Джеймса Уолстона и Карло Спартако Каподжеко, ежегодный уровень смертности в итальянских концентрационных лагерях был выше, чем средний уровень смертности в нацистском концентрационном лагере «Бухенвальд» (который составлял 15 %), по крайней мере, на 18 %. 5 августа 1943 года монсеньор Йозе Сребнич, епископ Веглии (остров Крк), доложил папе Пию XII, что «свидетели, принимавшие участие в похоронах, недвусмысленно заявляют, что число погибших составляет не менее 3500 человек». Югославские партизаны совершили преступления против местного этнического итальянского населения (истрийских и далматинских итальянце) во время и после войны, включая фойбы. После войны Югославия, Греция и Эфиопия запросили экстрадицию 1200 итальянских военных преступников для суда, но крупных разбирательств добиться не удалось.
В 1940 году Италия вторглась в Египет и вскоре была отброшена далеко назад в Ливию силами Британского Содружества. Немецкая армия отправила отряд присоединиться к итальянской армии в Ливии, чтобы спасти колонию от британского наступления. Подразделения немецкой армии в составе Африканского корпуса под командованием генерала Эрвина Роммеля были опорой в кампании по вытеснению британцев из Ливии и в центральный Египет с 1941 по 1942 год. Победы в Египте были почти полностью приписаны стратегическому мастерству Роммеля. Итальянские войска в Северной Африке привлекали мало внимания средств массовой информации из-за их зависимости от превосходящего вооружения и опыта войск Роммеля. Какое-то время в 1942 году Италия, с официальной точки зрения, контролировала значительные территории вдоль Средиземного моря. С прекращением существования Вишистской Франции Италия получила контроль над Корсикой, Ниццой, Савойей и другими районами юго-западной Франции. Тем не менее, несмотря на официальные территориальные достижения, Итальянская империя к 1942 году была «бумажным тигром»: она была нестабильна, поскольку её экономика не смогла адаптироваться к условиям войны и бомбардировкам союзниками итальянских городов. Итальянские войска регулярно терпели поражения и в Африке. В январе — мае 1941 года британские силы вытеснили итальянцев из Британского Сомали, Кении, Судана, Эфиопии, Итальянского Сомали, Эритреи. Британский флот нанёс серьёзные поражения итальянскому при Таранто в ноябре 1940 года и у мыса Матапан в марте 1941. В Северной Африке итальянские войска и прибывшие им на помощь весной 1941 немецкие к маю 1943 были окончательно разгромлены. Немецкие и итальянские войска бежали из Северной Африки на Сицилию.
Вместе с Германией 22 июня 1941 года Италия объявила войну СССР. Правительство направило на советский фронт сначала корпус, а затем армию, которая насчитывала 10 дивизий общей численностью около 200 тысяч человек. В ходе Сталинградской битвы армия была разгромлена советскими войсками (свыше 85 тысяч убитых, пропавших без вести или попавших в плен, свыше 30 тысяч раненых и обмороженных), её остатки были эвакуированы в Италию.
В Италии остро ощущался недостаток продуктов питания, начался фактически принудительный вывоз итальянских рабочих на работу в Германию. Начали расти антифашистские настроения. В городах Северной Италии вспыхнули массовые антифашистские забастовки. Их кульминацией стала всеобщая мартовская забастовка 1943 года.
К 1943 году Италия терпела неудачу на всех фронтах: войска на советском фронте были разгромлены, Африканская кампания провалилась, Балканы оставались нестабильными, деморализованные итальянцы хотели прекращения войны. Король Виктор Эммануил III убеждал графа Чиано переступить через Муссолини, чтобы попытаться начать переговоры с союзниками. В середине 1943 года союзники (войска США и Великобритании) начали вторжение на Сицилию, чтобы выбить Италию из войны и закрепиться в Европе. Союзные войска высадились на Сицилии при незначительном первоначальном сопротивлении со стороны итальянских войск. Ситуация изменилась, когда союзники столкнулись с немецкими войсками, которые продержались некоторое время, прежде чем союзники захватили остров. Союзники стали неуклонно продвигались по Италии с небольшим сопротивлением со стороны деморализованных итальянских солдат, в то время как немецкие войска оказывали серьёзное сопротивление.
Муссолини потерял поддержку итальянского населения. В глазах всего мира Муссолини считался «Цезарем из опилок» за то, что он ввёл свою страну в войну с плохо оснащёнными и обученными вооружёнными силами, которые потерпели неудачу в бою. Неловкое положение Муссолини в Италии привело к тому, что король Виктор Эммануил III и даже члены фашистской партии пожелали смещения Муссолини. Первый этап его свержения произошёл, когда Большой фашистский совет под руководством Дино Гранди проголосовал за то, чтобы попросить Виктора Эммануэля III возобновить свои конституционные полномочия — по сути, это был вотум недоверия Муссолини. 26 июля 1943 года Виктор Эммануэль официально уволил Муссолини с поста премьер-министра и заменил его маршалом Пьетро Бадольо. Муссолини был немедленно арестован. Когда радио распространило эту неожиданную весть, итальянцы решили, что война практически закончилась. Фашистские организации, которые в течение двух десятилетий клялись в своей верности дуче, хранили молчание — ни одна из них не предприняла никаких попыток выразить протест. Новое правительство Бадольо уничтожило последние элементы фашистского правительства, запретив фашистскую партию. Все основные фашистские органы, включая Большой совет, Специальный трибунал безопасности государства и палаты, были распущены.

### Гражданская война
Италия подписала перемирие с союзниками, положив конец своей войне с ними. Однако правление Муссолини в Италии не закончилось, поскольку немецкий батальон парашютистов, возглавляемый Отто Скорцени, освободил Муссолини из высокогорного отеля «Кампо Императоре», где он содержался под арестом. Гитлер поручил Муссолини создать Итальянскую социальную республику, немецкое марионеточное государство в части северной и центральной Италии, удерживаемой вермахтом. В результате страна погрузилась в гражданскую войну; новое роялистское правительство Виктора Эммануила III и маршала Бадольо создало итальянскую армию, флот и военно-воздушные силы, которые сражались бок о бок с союзниками до конца войны. Напротив, другие итальянские войска, лояльные Муссолини и его новому фашистскому государству, продолжали сражаться бок о бок с немцами в Национальной республиканской армии. Кроме того, крупное антифашистское итальянское движение сопротивления вело партизанскую войну против немецких и республиканских войск.
В вооружённые силы Итальянской социальной республики входили как лояльные Муссолини фашисты, так и вооружённые силы Германии. Муссолини обладал небольшой властью. Гитлер и немецкие вооружённые силы возглавили кампанию против союзников. Они были мало заинтересованы в сохранении Италии как нечто большее, чем буферная зона против вторжения союзников в Германию. Правительство Бадольо попыталось создать беспартийную администрацию, и многим политическим партиям было разрешено снова вести деятельность после многих лет запрета при фашизме. Они варьировались от либеральных до коммунистических партий, которые все были частью правительства. Итальянцы праздновали свержение Муссолини, и по мере того, как союзники захватывали все больше итальянской территории, итальянцы, выступавшие против немецкой оккупации, приветствовали союзников как освободителей.
Жизнь итальянцев в условиях немецкой оккупации была тяжелой, особенно в Риме. После подписания Италией перемирия с союзниками 8 сентября 1943 года граждане Рима вышли на улицы, скандируя «Viva la pace!» («Да здравствует мир!»). Немецкие власти арестовали оппозиционеров, многие были отправлены на принудительные работы. Горожане Рима, после освобождения, сообщили, что в течение первой недели немецкой оккупации Рима, имели место преступления против итальянских граждан. Немецкие солдаты грабили магазины и римских граждан под дулом пистолета. Немецкие власти ввели в Риме военное положение, требуя от всех граждан соблюдать комендантский час, запрещающий людям выходить на улицу после девяти часов вечера. Зимой 1944 года гражданам Рима было отказано в доступе к достаточному количеству продовольствия. Дрова и уголь были изъяты немецкими властями для раздачи немецким солдатам. Эти действия оставили граждан Рима жить в суровом холоде и на грани голода. Немецкие власти начали арестовывать трудоспособных римлян для использования на принудительных работах. 4 июня 1944 года немецкая оккупация Рима закончилась, поскольку немецкие войска отступили по мере продвижения союзников.
Муссолини был схвачен 27 апреля 1945 года итальянскими партизанами-коммунистами недалеко от швейцарской границы, когда он пытался бежать из Италии. На следующий день он был казнён за государственную измену по заочному приговору трибунала Комитета национального освобождения. Впоследствии тела Муссолини, его любовницы и примерно пятнадцати других фашистов были доставлены в Милан, где они были выставлены на всеобщее обозрение. Несколько дней спустя, 2 мая 1945 года, немецкие войска в Италии капитулировали.

### Последующие события
Правительство Бадольо просуществовало около девяти месяцев. 9 июня 1944 года его сменил на посту премьер-министра 70-летний лидер антифашистов Иваноэ Бономи. В июне 1945 года Бономи, в свою очередь, был заменён Ферруччо Парри, который, в свою очередь, уступил место Альчиду Де Гаспери 4 декабря 1945 года. Де Гаспери руководил переходом к республике после отречения Витторио Эмануэле III от престола 9 мая 1946 года. 18 июня 1946 года он ненадолго стал исполняющим обязанности главы государства и премьер-министра, но десять дней спустя уступил прежнюю должность временному президенту Энрико Де Николе.
2 июня 1946 года в Италии состоялся конституционный референдум о том, останется ли Италия монархией или станет республикой. По его итогам, Италия была преобразована в современную Итальянскую Республику.

## Культура и общество
Придя к власти, фашисты взяли курс на становление Италии однопартийным государством и интеграции фашизма во все аспекты жизни. Тоталитарное государство было официально провозглашено в «Доктрине фашизма»:

«Фашистская концепция Государства всеобъемлюща; вне его не существует ни человеческих, ни духовных ценностей, либо они имеют ценность значительно меньшую. Понимаемый таким образом фашизм тоталитарен, и фашистское Государство — синтез и объединение, включающие в себя все ценности, — объясняет, развивает и придает силу всей жизни народа»— Доктрина фашизма, 1932 год
С концепцией тоталитаризма Муссолини и фашистский режим установили программу улучшения итальянской культуры и общества, основанную на Древнем Риме, личной диктатуре и некоторых футуристических аспектах итальянских интеллектуалов и художников. При фашизме определение итальянской национальности основывалось на милитаристской основе и фашистском идеале «нового человека», согласно которому лояльные итальянцы избавлялись бы от индивидуализма и автономии, считали себя составной частью итальянского государства и были готовы пожертвовать своей жизнью за это. В таком тоталитарном обществе только фашисты могут считаться «настоящими итальянцами», а членство и поддержка фашистской партии были необходимы для получения «полного гражданства». Те, кто не присягал на верность фашизму, изгонялись из общественной жизни и могли не устроиться на работу из-за этого. Фашистское правительство также обратилось к итальянцам, живущим за границей, чтобы они поддержали фашистское дело и отождествляли себя с Италией, а не с местами их проживания. Несмотря на усилия по формированию новой культуры для фашизма, усилия фашистской Италии не были такими радикальными или успешными по сравнению с другими однопартийными государствами, такими как нацистская Германия и СССР, в создании новой культуры.
Пропаганда Муссолини боготворила его как спасителя нации, а фашистский режим пытался сделать его вездесущим в итальянском обществе. Бо́льшая часть привлекательности фашизма в Италии была основана на культе личности Муссолини и его популярности. Страстное ораторское искусство и культ личности Муссолини были продемонстрированы на огромных митингах и парадах его чернорубашечников в Риме, которые послужили источником вдохновения для Адольфа Гитлера и нацистской партии в Германии.
Фашистский режим установил пропаганду в кинохронике, радиовещании и нескольких художественных фильмах, преднамеренно одобряющих фашизм. В 1926 году были приняты законы, требующие, чтобы пропагандистские кинохроники демонстрировались перед показом всех художественных фильмов в кинотеатрах. Эти кинохроники более эффективно воздействовали на публику, чем пропагандистские фильмы или радио, поскольку в то время у немногих итальянцев были радиоприёмники. Фашистская пропаганда широко присутствовала в плакатах и искусстве, спонсируемом государством. Однако художники, писатели и издатели не подвергались строгому контролю: они подвергались цензуре только в том случае, если они открыто выступали против государства. Постоянно подчеркивалась мужественность «нового итальянца», подчеркивая агрессию, мужественность, молодость, скорость и спорт. Женщины должны были заботиться о материнстве и не вмешиваться в общественные дела.

### Антисемитизм
К началу XX века в Италии практически не было антисемитизма: евреи, в целом, были интегрированы в итальянское общество.
Несмотря на отдельные антисемитские высказывания, первоначально правительство Муссолини формально не нарушало равноправия евреев. Многие евреи даже вступали в фашистскую партию. В начале 1920-х годов Муссолини написал статью, в которой утверждал, что фашизм никогда не поднимет «еврейский вопрос» и что «Италия не знает антисемитизма, и мы верим, что она никогда его не узнает». Он также уточнил: «Давайте надеяться, что итальянские евреи будут продолжать быть достаточно благоразумными, чтобы не порождать к антисемитизму в единственной стране, где его никогда не существовало». В 1932 году во время беседы с Эмилем Людвигом Муссолини назвал антисемитизм «немецким пороком» и заявил: «В Италии „еврейского вопроса“ не было и не могло быть в стране со здоровой системой правления». Несколько раз Муссолини положительно отзывался о евреях и сионистском движении. Муссолини изначально отверг нацистский расизм, особенно идею господствующей расы, как «вопиющую бессмыслицу, глупость и идиотизм».
В 1933 году к власти в Германии пришёл Гитлер, и антисемитизм в фашистской партии стал неуклонно расти. Муссолини несколько лет пытался соблюсти баланс между отношениями со странами Запада с одной стороны, и с Германией — с другой. В 1936 году Италия окончательно отвернулась от Запада и укрепила отношения с Германией. Основным источником трений между нацистской Германией и фашистской Италией была позиция Италии в отношении евреев. В первые годы своего пребывания на посту фашистского лидера, Муссолини не занимал твёрдой позиции в отношении евреев, и его официальные позиции колебались и смещались в соответствии с политическими требованиями различных фракций фашистского движения, вместо того, чтобы иметь какую-либо конкретную позицию. Из 117 первоначальных членов Итальянского фронта борьбы пятеро были евреями. С первых лет существования движения, существовало небольшое число видных открыто антисемитских фашистов, таких как Роберто Фариначчи. Только в 1936 году Муссолини выступил со своим первым письменным осуждением евреев, заявив, что антисемитизм возник только потому, что евреи стали слишком доминировать на руководящих должностях в странах, и утверждал, что евреи стремились «полностью изгнать» христиан из общественной жизни. Итальянский фашизм тогда перешёл на позиции воинствующего антисемитизма. В сентябре 1938 года Италия приняла расовые антисемитские законы, схожие с Нюрнбергскими в Германии. Иностранным евреям было приказано покинуть страну.
После вступления Италии во Вторую мировую войну Муссолини усилил антиеврейские меры в Италии. Множество иностранных евреев, не покинувших страну в 1938 году, были посажены в тюрьму. Министерство внутренних дел Италии приказало создать 43 лагеря для «враждебных иностранцев» (в том числе иностранных евреев) и политических противников фашистского режима. Однако они были далеки от нацистских лагерей. Муссолини, уже будучи полностью зависимым от Гитлера, не мог позволить себе остановить программу преследования евреев в Италии, хотя был против депортации итальянских евреев в немецкие лагеря смерти. Однако итальянцы помогали евреям, проживающим на оккупированных Италией территориях. В 1942 году, когда немцы начали массово отправлять евреев на восток, итальянские военные стали спасать евреев на управляемых ими территориях. Итальянцы спасли порядка 40 000 евреев за пределами Италии. Когда в 1943 году режим Муссолини пал, часть Италии оккупировала Германия. Это ознаменовало начало Холокоста для итальянских евреев.
С середины сентября 1943 года по апрель 1945 года немцы продолжали преследование итальянских евреев. Более 20 % евреев Италии были заключены в тюрьмы и концлагеря, а затем депортированы оттуда в лагеря смерти. С сентября 1943 года по январь 1944 года 3110 евреев были отправлены в Освенцим. На протяжении 1944 года ещё 4056 евреев были депортированы на восток. В общей сложности 4500 евреев были депортированы из районов, находившихся под формальным  управлением итальянцев. Ещё 173 еврея убиты на территории Италии.
В ходе Холоста погибло 15 % итальянских евреев. Однако подавляющему большинству еврейского населения страны удалось выжить благодаря помощи итальянцев — как гражданских лиц, так и военных.

### Образование
Муссолини использовал образование для укрепления фашистского режима. Интеллектуальная, образовательная и социальная мобилизация были направлены на воспитание «образцовых граждан», верных воле государства и его лидера. В 1926 году с учреждением Королевской академии Италии научные и культурные организации были взяты под контроль государства. В 1937 году была создана молодёжная организация «Итальянская ликторская молодёжь». В её состав входили мальчики от 6 до 21 года и девочки от 9 до 17 лет.
Фашистское правительство одобрило жёсткую образовательную политику в Италии, направленную на ликвидацию неграмотности, которая в то время была серьёзной проблемой в Италии. Правительство изменило минимальный возраст окончания школы с двенадцати до четырнадцати лет. За посещаемостью занятий строго следили. Первый министр образования фашистского правительства с 1922 по 1924 год Джованни Джентиле рекомендовал, чтобы политика в области образования была сосредоточена на внушении учащимся фашизма и воспитании молодёжи в духе уважения к властям и послушания им. В 1929 году политика в области образования сделала важный шаг к тому, чтобы полностью подчиниться программе идеологической обработки. В том году фашистское правительство взяло под свой контроль все учебники, все учителя средней школы должны были принести клятву верности фашизму. Детей стали учить тому, что они обязаны быть такими же верными фашизму, как и Богу. В 1933 году все преподаватели университетов должны были быть членами Национальной фашистской партии. С 1930-х по 1940-е годы образование в Италии было сосредоточено на истории Италии, демонстрируя Италию как силу цивилизации в римскую эпоху, демонстрируя возрождение итальянского национализма и борьбу за независимость и единство Италии во время Рисорджименто. В конце 1930-х годов, фашистское правительство скопировало систему образования нацистской Германии в вопросе физической подготовки и начало программу, направленную на укрепление физического здоровья итальянцев.

### Полицейские силы
Для обеспечения безопасности своего режима, Муссолини в 1923 году создал «Добровольную милицию национальной безопасности» (Milizia Volontaria per la Sicurezza Nazionale), участников которой обычно называют «чернорубашечниками» из-за цвета униформы. Большинство чернорубашечников были членами Итальянского союза борьбы. В 1927 году была создана тайная полиция ОВРА (аббр. от Organo di Vigilanza dei Reati Antistatali — Орган надзора за антигосударственными проявлениями), которую возглавил Артуро Боккини. Она была предназначена для расправы с противниками режима и Муссолини (в первые годы его пребывания у власти были совершены несколько неудачных покушений на его жизнь). Хотя ОВРА были ответственны за гораздо меньшее количество смертей, чем СС (аббр. от Schutzstaffel) в Германии или НКВД (аббр. от Народный комиссариат внутренних дел) в СССР, они, тем не менее, были весьма эффективны в терроризировании политических противников. Один из их самых печально известных методов пыток заключался в физическом принуждении противников фашизма глотать касторовое масло, что вызывало сильную диарею и обезвоживание, оставляя жертву в физически ослабленном состоянии, которое могло привести к смерти.
Для борьбы с итальянской организованной преступностью, в частности с «Коза ностра» на Сицилии и «Ндрангетой» в Калабрии, фашистское правительство в 1925 году наделило особыми полномочиями Чезаре Мори, префекта Палермо. Эти полномочия дали ему возможность преследовать мафию, вынудив многих мафиози бежать за границу (в основном в США) или рисковать попасть в тюрьму. Однако Мори был уволен, когда он начал расследовать связи мафии внутри фашистского режима, и был отстранён от занимаемой должности в 1929 году, когда фашистский режим объявил, что угроза со стороны мафии устранена. Действия Мори ослабили мафию, но не уничтожили её. С 1929 по 1943 год фашистский режим полностью отказался от своих ранее агрессивных мер против мафии.

### Римско-Католическая церковь
В 1870 году Папская область была включена в состав королевства Италия. Папа римский потерял статус «хозяина Рима», а Папская область прекратила своё существование. Католическая церковь считала присоединение Папской области к Италии аннексией. С того времени продолжался конфликт между Святым Престолом и королевством Италия, получивший название Римский вопрос. 11 февраля 1929 года, после четырёх лет переговоров, были подписаны Латеранские соглашения. Италия признала за Святым Престолом суверенный статус государства, получившего название Ватикан, расположенного на территории в 44 гектара. Святой Престол, в свою очередь, признавал королевство Италия. Италия предоставила Ватикану значительные средства в качестве компенсации за убытки, понесённые в ходе потери Папской области. Договор также урегулировал отношения между церковью и государством на территории Италии. Он наделил Италию чертами католического государства, положив конец светскому законодательству. Как утверждал тогдашний папа римский Пий XI, он «вновь вручил бога Италии, а Италию — богу».
Католическая культурная поддержка Муссолини после соглашения укрепилась. Стало выплачиваться жалованье священникам и епископам, признавались церковные браки (ранее пары должны были проходить гражданскую церемонию), вводилось религиозное обучение в государственных школах. В свою очередь, епископы присягнули на верность итальянскому фашистскому режиму, который имел право вето на их избрание. По третьему соглашению Ватикан выплатил 1,75 миллиарда лир за изъятие церковной собственности с 1860 года. Католическая церковь официально не была обязана поддерживать фашистский режим, и сильные разногласия остались, но бурлящая враждебность прекратилась. Церковь особенно одобряла внешнюю политику, такую как поддержка фашистской стороны в гражданской войне в Испании и поддержка итальянского вторжения в Эфиопию. Продолжались трения по поводу Итальянского католического действия (Azione Cattolica), которую Муссолини хотел объединить со своим Союзом фашистской молодёжи. В 1931 году папа Пий XI издал энциклику Non abbiamo bisogno, в которой осудил преследование церкви режимом в Италии и «языческое поклонение государству».
В марте 1929 года был проведён общенациональный плебисцит для публичного одобрения соглашения. Оппоненты были запуганы фашистским режимом: Итальянское католическое действие предписывало итальянским католикам голосовать за фашистских кандидатов, которые представляли бы их на должностях в церквях, а Муссолини утверждал, что «против» проголосовали те «несколько опрометчивых антиклерикалов, которые отказываются принимать Латеранские соглашения». Проголосовали почти 9 миллионов итальянцев, или 90 % зарегистрированного электората, и только 136 000 проголосовали «против».
В 1938 году фашистский режим принял расовые законы и расовый манифест, которые объявили вне закона и ознаменовали начало преследования как итальянских евреев, так и христиан-протестантов, в особенности евангелистов и пятидесятников. В январе 1939 года Еврейский национальный ежемесячник сообщил, что «единственным светлым пятном в Италии был Ватикан, где регулярно звучали прекрасные гуманистические заявления папы римского». Когда антисемитские указы Муссолини начали лишать евреев работы в Италии, Пий XI по собственной инициативе принял профессора Вито Вольтерру, известного итальянского математика-еврея, в Папскую академию наук.
Несмотря на тесный союз Муссолини с нацистской Германией, Италия не полностью приняла нацистскую идеологию геноцида по отношению к евреям. Нацисты были разочарованы отказом итальянских властей сотрудничать в облавах на евреев. Ни один еврей не был депортирован из страны до образования Итальянской Социальной республики после перемирия между Италией и союзниками. В оккупированном Италией Независимом государстве Хорватия немецкий посланник Зигфрид Каше сообщил Берлину, что итальянские силы «очевидно, находились под влиянием» оппозиции Ватикана немецкому антисемитизму. По мере того, как в Италии росли настроения против «оси», использование радио Ватикана для трансляции папского неодобрения расовых убийств и антисемитизма разозлило нацистов. Муссолини был свергнут в июле 1943 года, немцы оккупировали Италию и начали облавы на евреев. Тысячи итальянских евреев и небольшое число протестантов погибли в нацистских концентрационных лагерях.

## Внешняя политика
Британский историк Стивен Ли выделяет три основные идеи во внешней политике Муссолини. Первой было продолжение внешнеполитических целей предыдущего либерального режима. Либеральная Италия вступила в союз с Германией и Австрией и имела большие амбиции на Балканах и в Северной Африке. Она потерпела сокрушительное поражение в Эфиопии в 1896 году, когда возникла настоятельная потребность в захвате этой страны. Вторая — глубокое разочарование после тяжёлых потерь в Первой мировой войне. В глазах многих итальянцев небольших территориальных приобретений от Австро-Венгрии было недостаточно, чтобы компенсировать ужасные издержки войны, особенно с учётом того, что такие страны, как Польша и Югославия, внесли гораздо меньший вклад в победу союзников, но получили гораздо больше. Третьей было обещание Муссолини восстановить гордость и славу старой Римской империи.
Муссолини пообещал возродить статус Италии как великой европейской державы, создав «Новую Римскую империю». В числе его обещаний было то, что Италия будет доминировать в Средиземном море. В пропаганде фашистское правительство использовало первоначально древнеримский термин «Mare Nostrum» (с лат. — «наше море») для обозначения Средиземного моря. Фашистский режим увеличил финансирование и внимание к военным проектам и приступил к реализации планов создания Итальянской империи в Северной и Восточной Африке и восстановления господства в Средиземном и Адриатическом морях. Фашисты развязали войны за завоевание Далмации, Албании и Греции.

### Африка
В 1920-х годах итальянскую Северную Африку (Africa Settentrionale Italiana, или ASI) охватила гражданская война, поскольку арабское население там отказалось признать итальянское колониальное правительство. Муссолини послал маршала Родольфо Грациани возглавить карательную кампанию по умиротворению арабских националистов. Омар Мухтар возглавлял арабское движение сопротивления. После весьма спорного перемирия 3 января 1928 года фашистская политика в Ливии стала ещё более жестокой. Забор из колючей проволоки был построен от Средиземного моря до оазиса Джагбуб, чтобы отрезать линии, критически важные для сопротивления. Вскоре после этого колониальная администрация начала массовую депортацию жителей Джебель-Ахдар, чтобы лишить повстанцев поддержки местного населения. Вынужденная миграция более 100 000 человек закончилась в концентрационных лагерях в Сулуке и Аль-Агеле, где десятки тысяч умерли в ужасных условиях. Подсчитано, что число погибших ливийцев — убитых либо в результате боевых действий, либо от голода и болезней — составило по меньшей мере 80 000 человек, включая до половины населения Киренаики. После взятия в плен Мухтара 15 сентября 1931 года и его казни в Бенгази сопротивление прекратилось. Ограниченное сопротивление итальянской оккупации сформировалось вокруг шейха Идриса, эмира Киренаики.
С британским правительством велись переговоры о расширении границ колонии Ливия. После Первой мировой войны Италия добивалась передачи ей египетского оазиса Джагбуб, расположенного на границе британского Египта с Ливией. Наметившееся в 1925 году англо-итальянское сближение позволило заключить Итало-египетское соглашение (1925), по которому была установлена новая пограничная линия между Египтом и Ливией. Кроме Джагбуба Италия получила ряд источников в южной части границы. В 1934 году итальянское правительство вновь запросило больше территории для Ливии у Англо-Египетского Судана. Британия уступила часть территории Судана.
В 1935 году Муссолини счёл, что для Италии настало время вторгнуться в Эфиопию (также известную как Абиссиния), чтобы колонизировать её. В результате разразилась Вторая итало-эфиопская война. Началось вторжение итальянских войск в Эфиопию из колоний Эритреи и Сомали. Италия совершала зверства против эфиопов во время войны, включая использование авиации для сбрасывания отравляющего газа на обороняющихся эфиопских солдат. Эфиопия капитулировала в 1936 году, завершив месть Италии за её неудачное колониальное завоевание в 1880-х годах. Король Виктор Эммануил III вскоре был провозглашён императором Эфиопии. Международные последствия воинственности Италии привели к её изоляции в Лиге Наций. Франция и Великобритания быстро отказались от своего доверия Муссолини. Единственной страной, поддержавшей агрессию Италии, была Германия. После осуждения Лигой наций Великий совет фашизма объявил о решении Италии покинуть Лигу 11 декабря 1937 года, и Муссолини осудил Лигу как «всего лишь шатающийся храм».

### Балканы
Фашистский режим проводил интервенционистскую внешнюю политику в Европе. В 1923 году итальянские солдаты захватили греческий остров Корфу в рамках плана фашистов по окончательному захвату Греции. Позже Корфу был возвращён Греции, и войны между Грецией и Италией удалось избежать. В 1925 году Италия вынудила Албанию стать фактическим своим протекторатом, что помогло Италии противостоять греческому суверенитету. Корфу был важен для итальянского империализма и национализма, так как входил в бывшую Венецианскую республику, которая оставила после себя значительные памятники итальянской культуры и влияние, хотя греческое население там (особенно молодёжь) активно протестовало против итальянской оккупации.
Фашистский режим поддерживал негативные отношения с Югославией, желая её распада, что позволило бы территориально расширить и усилить мощь Италии. Италия занималась шпионажем в Югославии, югославские власти неоднократно обнаруживали шпионские сети в посольстве Италии в Югославии, например, в 1930 году. В 1929 году фашистское правительство приняло хорватского крайнего националиста Анте Павелича в качестве политического изгнанника в Италию из Югославии. Фашисты оказали Павеличу финансовую помощь и предоставили тренировочный полигон в Италии для развития и подготовки его недавно сформированного фашистского ополчения и группировки усташей. Эта организация позже стала руководящей силой Независимого государства Хорватия и убила сотни тысяч сербов, евреев и цыган во время Второй мировой войны.
После того как Германия аннексировала Чехословакию, Муссолини переключил своё внимание на Албанию. 7 апреля 1939 года Италия вторглась в страну, и после короткой кампании Албания была оккупирована, превращена в протекторат, а её парламент короновал Виктора Эммануила III королём Албании. Историческое обоснование аннексии Албании лежало в древней истории Римской империи, в которой регион Албания был ранним завоеванием римлян, ещё до того, как Северная Италия была захвачена римскими войсками. Италия усилила своё влияние на Албанию благодаря Тиранским договорам, которые давали Италии концессии в отношении албанской экономики и армии. Оккупация не была оценена по достоинству королем Эммануилом III, который опасался, что она изолировала Италию ещё больше, чем война против Эфиопии.

### Испания
В 1936 году в Испании фашистский режим осуществил свою самую значительную военную интервенцию до начала Второй мировой. Испанская республика оказалась разделена в ходе гражданской войны между антиклерикальными социалистическими республиканцами и поддерживающими церковь националистами во главе с Франсиско Франко в рамках ультраправого движения «Фаланга». Италия направила самолёты, оружие и в общей сложности более 60 000 военнослужащих на помощь испанским националистам. Война помогла подготовить итальянских военных к войне и улучшить отношения с Римско-католической церковью. Это был успех, который обеспечил Италии военно-морской доступ из Средиземного моря в Атлантический океан и обратно и её способность проводить свою политику Mare Nostrum, не опасаясь противодействия со стороны Испании. Другим крупным иностранным участником гражданской войны в Испании была Германия. Это был первый случай, когда итальянские и немецкие войска сражались вместе со времён франко-прусской войны (1870—1871). В 1930-е годы Италия построила большое количество крупных линкоров и других военных кораблей, чтобы укрепить свои позиции на Средиземном море.

### Германия
Когда Нацистская партия пришла к власти в Германии в 1933 году, Муссолини и фашистский режим публично выразили одобрение режиму Гитлера, а Муссолини сказал: «Победа Гитлера — это наша победа». Фашистский режим также заявлял о возможности создания союза с новым режимом в Германии. Однако на деле Муссолини и итальянские фашисты демонстрировали неодобрение национал-социалистическому правительству, а Муссолини неодобрительно относился к Гитлеру, несмотря на идеологическое сходство. Фашисты не доверяли пангерманским идеям Гитлера, которые они рассматривали как угрозу территориям Италии, ранее входившим в состав Австрийской империи. Многие национал-социалисты, в свою очередь, не одобряли Муссолини и фашистскую Италию, однако Гитлер долгое время боготворил ораторский и визуальный образ Муссолини и перенял большую часть символики фашистов в Национал-социалистической партии, такую как римский салют, драматическая ораторская речь, использование военизированных формирований в целях политического насилия и использование массовых митингов, чтобы продемонстрировать силу движения. В 1922 году Гитлер попытался попросить совета у Муссолини о том, как организовать его собственную версию «Марша на Рим», который должен был стать «Маршем на Берлин» (который был реализован как Пивной путч в 1923 году, но не увенчался успехом). Муссолини не отвечал на просьбы Гитлера, поскольку не проявлял особого интереса к гитлеровскому движению и считал Гитлера несколько сумасшедшим. Муссолини попытался прочитать Mein Kampf, чтобы узнать, что из себя представляло национал-социалистическое движение Гитлера, но сразу же был разочарован, сказав, что этот манифест был «скучным томом, который я никогда не мог прочитать», и заметил, что убеждения Гитлера были «немногим больше, чем банальными клише». Муссолини, как и Гитлер, верил в культурное и моральное превосходство белых над другими расами, но не одобрял антисемитизм Гитлера. Многие фашисты были евреями, в том числе любовница Муссолини Маргерита Сарфатти, и среди итальянцев антисемитизм практически не поддерживался.
Гитлер и национал-социалисты продолжали пытаться привлечь Муссолини на свою сторону, и в конечном итоге Муссолини оказал финансовую помощь Нацистской партии и позволил национал-социалистическим военизированным формированиям тренироваться в Италии, полагая, что, несмотря на разногласия, националистическое правительство в Германии может быть выгодно Италии. С 1933 года Муссолини стремился к тому, чтобы Германия не стала доминирующим националистическим государством в Европе. Для этого Муссолини выступил против попыток Германии аннексировать Австрию после убийства её канцлера Энгельберта Дольфуса в 1934 году и пообещал австрийцам оказать военную поддержку в случае войны с Германией. Это помогло спасти Австрию от аннексии в 1934 году.
Публичные выступления и пропаганда постоянно изображали близость Муссолини и Гитлера и сходство между итальянским фашизмом и немецким национал-социализмом. Хотя обе идеологии имели значительные сходства, фракции относились друг к другу с подозрением, и оба лидера конкурировали за мировое влияние. Гитлер и Муссолини впервые встретились в июне 1934 года, когда вопрос о независимости Австрии переживал кризис. В частной беседе после визита в 1934 году Муссолини сказал, что Гитлер был просто «глупой маленькой обезьяной».
После того как Италия оказалась в изоляции в 1936 году, у правительства не было иного выбора, кроме как сотрудничать с Германией, чтобы восстановить стабильную переговорную позицию в международных делах, и неохотно отказалось от своей поддержки независимости Австрии от Германии. В сентябре 1937 года Муссолини посетил Германию, чтобы наладить более тесные связи со своим немецким коллегой. 28 октября 1937 года Муссолини заявил о поддержке Италией возвращения Германии её колоний, утраченных в Первой мировой войне, заявив: «Такой великий народ, как немецкий, должен вернуть себе то место, которое ему причитается и которое он раньше занимал под солнцем Африки».
Не встретив существенного противодействия со стороны Италии, Гитлер приступил к аншлюсу, аннексии Австрии в 1938 году. Позже Германия заявила права на Судетскую область, провинцию Чехословакии, населённую в основном немцами. Муссолини чувствовал, что у него не было другого выбора, кроме как помочь Германии избежать изоляции. С аннексией Австрии Германией в 1938 году фашистский режим начал беспокоиться о большинстве этнического немецкого населения Южного Тироля и о том, захотят ли они присоединиться к Германии. Фашисты также были обеспокоены тем, должна ли Италия следовать национал-социалистической антисемитской политике, чтобы заручиться благосклонностью тех национал-социалистов, которые испытывали смешанные чувства к Италии как к союзнику. В 1938 году Муссолини оказал давление на коллег-фашистов, чтобы те поддержали проведение антисемитской политики, но идея не получила поддержку, поскольку многие фашисты были евреями, а антисемитизм не был активной политической концепцией в Италии. Тем не менее, Муссолини ввёл антисемитское законодательство, даже несмотря на то, что его собственный зять и видный фашист граф Галеаццо Чиано лично осудил такие законы. В свою очередь, за принятие крайне непопулярных антисемитских законов Муссолини и фашистское правительство потребовали уступок от Гитлера и национал-социалистов. В 1939 году фашисты потребовали от Гитлера, чтобы его правительство добровольно приняло план итальянского правительства, согласно которому все немцы в Южном Тироле либо покинут Италию, либо будут вынуждены согласиться на итальянизацию. Гитлер согласился, и таким образом угроза Италии со стороны южнотирольских немцев была нейтрализована.

### Альянс с Германией
С приближением войны в 1939 году фашистский режим развернул агрессивную кампанию в прессе против Франции. Это было важно для альянса Италии и Германии, поскольку оба режима взаимно предъявляли претензии к Франции, Германия — к населённому немцами историческому региону Эльзас-Лотарингия, а Италия — к населённым итальянцами Корсике, Ницце и Савойе. В мае 1939 года альянс был официально сформирован. Стальной пакт, оформивший альянс, обязывал Италию оказывать помощь Германии в случае начала войны с третьей стороной. Муссолини чувствовал себя обязанным подписать пакт, несмотря на его собственные опасения, что Италия не сможет вести войну в ближайшем будущем. Это обязательство выросло из его обещаний итальянцам о восстановлении империи, и из его личного желания не позволить Гитлеру стать доминирующим лидером в Европе. В августе 1939 года был заключён пакт Молотова — Риббентропа, в соответствии с которым Германия и СССР согласились разделить Вторую Польскую Республику на немецкую и советскую зоны перед предстоящим вторжением. Фашистское правительство расценило это как предательство Антикоминтерновского пакта, но решило не высказывать претензии. В письме Гитлеру от 25 августа 1939 года Муссолини даже заявил: «Что касается соглашения с Россией, то я одобряю его полностью. Его превосходительство маршал Геринг расскажет Вам, что в беседе, которая состоялась у меня с ним в апреле, я заявил, что сближение между Германией и Россией необходимо для предотвращения окружения их демократиями».

## Экономика
Ещё в 1919 году Муссолини объявил, что цель фашистской партии — возврат к средневековым гильдиям. В программе партии, принятой в 1921 году, она объявляла о своём стремлении направить гильдии в национальное русло; гильдии должны выражать национальную солидарность и выступать средством развития производства. Будущий министр юстиции Италии Альфредо Рокко, составивший профсоюзное и корпоративное законодательство режима, считал, что современное национальное государство должно придерживаться идее капитализма и синдикализма. Государство должно принуждать трудящихся и капиталистов к союзу, создавая гильдии. Министр гильдий Джузеппе Боттаи писал в 1928 году: 
«Корпоративное государство или — что одно и то же — фашистское государство означает такой правопорядок, посредством которого государство главенствует над профсоюзами и использует их, превращая их в гильдии, то есть орудие общих интересов, и на этом фундаменте возводит всё верховное политическое здание». 
В 1920—1930 годах в некоторых европейских странах стали предприниматься попытки реализовать корпоративистские идеи государства. Однако наиболее полно они воплотились в фашистской Италии.
После того, как Великая депрессия обрушилась на мировую экономику в 1929 году, фашистский режим последовал примеру других стран во введении протекционистских тарифов и попытался задать направление экономике. В 1930-х годах правительство увеличило производство пшеницы и сделало Италию самодостаточной в этой отрасли, прекратив её импорт из Канады и США. Однако перевод сельскохозяйственных земель под производство пшеницы сократил производство овощей и фруктов. Несмотря на увеличение производства пшеницы, ситуация для крестьян не улучшилась, поскольку 0,5 % итальянского населения владели 42 % всех сельскохозяйственных земель в Италии, доходы крестьян не увеличивались, в отличие от налогов. Великая депрессия привела к росту безработицы с 300 000 до 1 миллиона в 1933 году. Она также привела к 10-процентному падению реальных доходов и сокращению экспорта. Однако Италия во время депрессии жила лучше, чем большинство западных стран: её службы социального обеспечения серьёзно уменьшили последствия депрессии. Промышленный рост с 1913 по 1938 год был даже больше, чем в Германии за тот же период времени. Только в Великобритании и скандинавских странах в этот период наблюдался более высокий промышленный рост.
Колониальная экспансия Италии в Эфиопию в 1936 году оказала негативное влияние на экономику Италии. Бюджет колонии Итальянская Восточная Африка в 1936—1937 финансовом году запросил у Италии 19,136 миллиарда лир на создание необходимой инфраструктуры для колонии. В то время как весь доход Италии в том году составил всего 18,581 миллиарда лир.

## Технологии
В 1933 году Италия добилась многочисленных технологических достижений. Фашистское правительство потратило большие суммы денег на технологические проекты, такие как строительство нового океанского лайнера «Рекс», который в 1933 году преодолел Атлантику в рекордный срок — четыре дня, разработку гидросамолёта Macchi M.C.72, который в 1933 году стал самым быстрым гидросамолётом в мире. В 1933 году член фашистского правительства Итало Бальбо, который также был лётчиком, совершил трансатлантический перелёт в Чикаго на Всемирную выставку.

## Историография
Бо́льшая часть историографических споров сосредоточена на резко противоречивых интерпретациях фашизма и режима Муссолини. Левые писатели 1920-х годов, следуя примеру марксистского теоретика Антонио Грамши (1891—1937), подчёркивали, что фашизм был формой капитализма. Фашистский режим контролировал написание и преподавание истории через центральную Комиссию исторических исследований (Giunta Centrale per gli Studi Storici) и контролирования доступа к архивам, а также спонсировал историков и учёных, которые были благосклонны к нему, таких как философ Джованни Джентиле и историки Джоаккино Вольпе и Франческо Салата. В октябре 1932 года режимом была спонсирована крупная Выставка фашистской революции, играющая роль фашистской пропаганды.
После войны в большинстве историографий Муссолини описывался в крайне негативном ключе. Исключением был историк Ренцо Де Феличе (1929—1996), чья биография Муссолини, состоящая из четырёх томов и 6000 страниц, остаётся наиболее исчерпывающим исследованием государственных и частных документов об итальянском фашизме и служит основным ресурсом для учёных. Де Феличе утверждал, что во внутренних вопросах Муссолини был революционным модернизатором, но прагматиком во внешней политике. В 1990-х годах начались исследования, в которых рассматривался вопрос о восприятии фашизма обществом с точки зрения эстетизация и сакрализация политики. К XXI веке, устоявшийся «антифашистский» послевоенный консенсус подвергся критике со стороны группы учёных-ревизионистов, которые представили более благоприятную и националистическую оценку роли Муссолини как внутри страны, так и за рубежом. Продолжаются споры из-за отсутствия консенсуса среди учёных, использующих конкурирующие интерпретации, основанные на ревизионистских, антифашистских, интенционалистских или культуралистских моделях истории.

### Комментарии
1. ↑  Также девиз Савойского дома.
2. ↑  Гимн Национальной фашистской партии.
3. ↑  На итальянском сокращалось как fascio, поэтому членов союза стали называть фашистами (fascisti)[10].
4. ↑  Данные об их точном количестве сильно разнятся в различных источниках[25].